# 烏川第一水力発電所
烏川第一水力発電所（からすがわだいいちすいりょくはつでんしょ）は、中部電力の水力発電所である。長野県諏訪郡を中心に発送電事業を行っていた諏訪電気株式会社の烏川第一発電所として1921年に運転を開始した。

## 所在地
- 長野県安曇野市穂高牧

## 概要
- 河川：烏川
- 最大出力：1,300kW
- 水路式
- 運用開始：1921年（大正10年）12月